# Богучан (посёлок при станции)
Богуча́н — посёлок железнодорожной станции в Архаринском районе Амурской области, входит в Новосергеевский сельсовет.
Название произошло от одноимённого горного хребта и горной реки.
Основано в 1913 году. Название с эвенкийского: «букачан» — бугор, холм; «бугачан» – плохая местность. То есть станция находится на возвышенности по отношению к окружающей местности.

## География
Станция Богучан расположена в 20 км в восточном направлении от станции Архара.
Станция Богучан расположена к югу от автотрассы «Амур», расстояние до районного центра Архара (на запад по трассе через Заречное) — 28 км.
На юго-восток от станции Богучан идёт дорога к административному центру Новосергеевского сельсовета селу Новосергеевка.
На запад от станции Богучан идёт дорога районного значения к селу Каменный Карьер.

## Население
| 2002 | 2010 | 2012 | 2013 | 2014 | 2015 | 2016 |
| ---- | ---- | ---- | ---- | ---- | ---- | ---- |
| 153  | ↘89  | ↘85  | ↗86  | ↘83  | →83  | ↘79  |
| 2017 | 2018 |      |      |      |      |      |
| ↘72  | ↘63  |      |      |      |      |      |

## Инфраструктура
Станция Богучан Дальневосточной железной дороги.